# Фронская
Фронская — упразднённая деревня в Вязниковском районе Владимирской области России.

## География
Урочище находится в северо-восточной части области, в зоне хвойно-широколиственных лесов, в пределах Волжско-Окского междуречья, к западу от реки Мотры, на расстоянии примерно 25 километров (по прямой) к юго-западу от города Вязники, административного центра района. Абсолютная высота — 129 метров над уровнем моря.

### Климат
Климат характеризуется как умеренно континентальный. Средняя температура воздуха самого холодного месяца (января) — −11,1 °C (абсолютный минимум — −48 °С), средняя максимальная температура воздуха (июля) — +23,3 °С (абсолютный максимум — +37 °С). Годовое количество атмосферных осадков составляет около 607 мм, из которых 413 мм выпадает в период с апреля по октябрь.

## История
В «Списке населенных мест Владимирской губернии по сведениям 1859 года» населённый пункт упомянут как удельная деревня Вязниковского уезда, расположенная при колодце, в 28 верстах от уездного города. В деревне насчитывалось 7 дворов и проживало 55 человек (23 мужчины и 32 женщины).
По состоянию на 1905 год, в Фронской имелось 13 дворов и проживало 107 человек. В административном отношении деревня входила в состав Никологорской волости.
По данным 1926 года в деревне имелось 20 хозяйств (в том числе 19 крестьянских) и проживало 95 человек (49 мужчин и 46 женщин). Являлась частью Коротихинского сельсовета.
На момент упразднения входила в состав Буторлинского сельсовета Вязниковского района. Упразднена решением облисполкома № 682 от 30 июня 1977 года как фактически не существующая.